# Kuniyoshi Kuni
Le prince Kuniyoshi Kuni (久邇宮邦彦王, Kuni-no-miya Kuniyoshi ō), 23 juin 1873 - 27 janvier 1929, est membre de la famille impériale du Japon et gensui (maréchal) dans l'Armée impériale japonaise durant les ères Meiji et Taishō. Il est le père de l’impératrice Nagako (qui devient elle-même impératrice consort d'Hirohito) et donc l'arrière grand-père maternel de l'actuel empereur du Japon, Naruhito.

## Biographie

### Jeunesse
Né à Kyoto, le prince Kuni Kuniyoshi est le troisième fils du prince Kuni Asahiko (Kuni-no-miya Asahiko Shinnō) et de la dame de compagnie Isume Makiko. Son père, le prince Asahiko (aussi connu sous les noms Shōren-no-miya Sun'yu et Nagakawa-no-miya Asahiko), est le fils du prince Fushimi Kuniie (Fushimi-no-miya Kuniie Shinnō), chef d'une maison impériale ōke de la dynastie impériale habilitée à fournir un successeur au trône du Chrysanthème. En 1872, l'Empereur Meiji accorde au prince Asahiko le titre Kuni-no-miya et l'autorise à fonder une nouvelle branche de la famille impériale. 
Kuniyoshi Kuni reprend le titre à la mort de son père le 29 octobre 1891. Ses demi-frères les princes Asaka Yasuhiko, Naruhiko Higashikuni, Nashimoto Morimasa et Kaya Kuninori, fondent tous de nouvelles branches de la famille impériale au cours de l'ère Meiji.

## Carrière militaire
Diplômé de la 7e promotion de l'Académie de l'armée impériale japonaise en 1897 avec le rang de second lieutenant, Kuniyoshi Kuni est promu lieutenant en février 1899 et capitaine en mars 1901. Promu major d'infanterie en novembre 1904, durant la guerre russo-japonaise il est affecté à l'État-major du général Kuroki Tamemoto, commandant de la 1re armée de l'AIJ. En récompense de ses services il reçoit l'Ordre du Milan d'or (4e classe). Il est ensuite diplômé de l'École militaire impériale et affecté au 3e régiment de la Division des gardes impériaux.
De 1907 à 1910, il étudie la tactique militaire en Allemagne et attaché au deuxième régiment des gardes à pied prussiens. Il est promu lieutenant-colonel en avril 1908 et colonel en décembre 1910. À son retour au Japon, Kuni est élevé au grade de général de brigade en août 1913 et reçoit le commandement du 38e régiment d'infanterie. Il commande plus tard la Garde impériale du Japon et accède au rang de général de division en août 1917 et commandant de la 15e Division de l'AIJ. Outre ce commandement, il reçoit la fonction de kannushi (prêtre en chef) du Meiji-jingū à Tokyo. 
Le prince Kuni est nommé général de corps d'armée de plein titre et membre de l'État-major de l'armée impériale japonaise en août 1923. Un des premiers partisans de l'aviation militaire, l'un de ses protégés est Isoroku Yamamoto, futur amiral et commandant en chef de la Marine impériale japonaise. Le 27 janvier 1929 (le jour du décès), l'Empereur Hirohito l'élève au rang honoraire de gensui (maréchal) et lui accorde le Grand Cordon de l'Ordre suprême du Chrysanthème.
La mort du prince Kuni survient peu après son arrivée dans sa villa à Atami, d'une attaque soudaine d'une maladie non divulguée.

## Honneurs
- Grand Cordon de l'Ordre du Soleil levant avec fleurs de Paulownia (novembre 1893)
- Grand Cordon de l'Ordre du Chrysanthème (novembre 1903)
- Ordre du Milan d'or, 4e classe (avril 1906)
- Grand-croix avec collier de l'ordre de Charles III (18 mars 1908)
- Chevalier honoraire Grand Crois de l'Ordre royal de Victoria (1909)
- Collier de l'ordre du Chrysanthème (27 janvier 1929)

## Mariage et famille

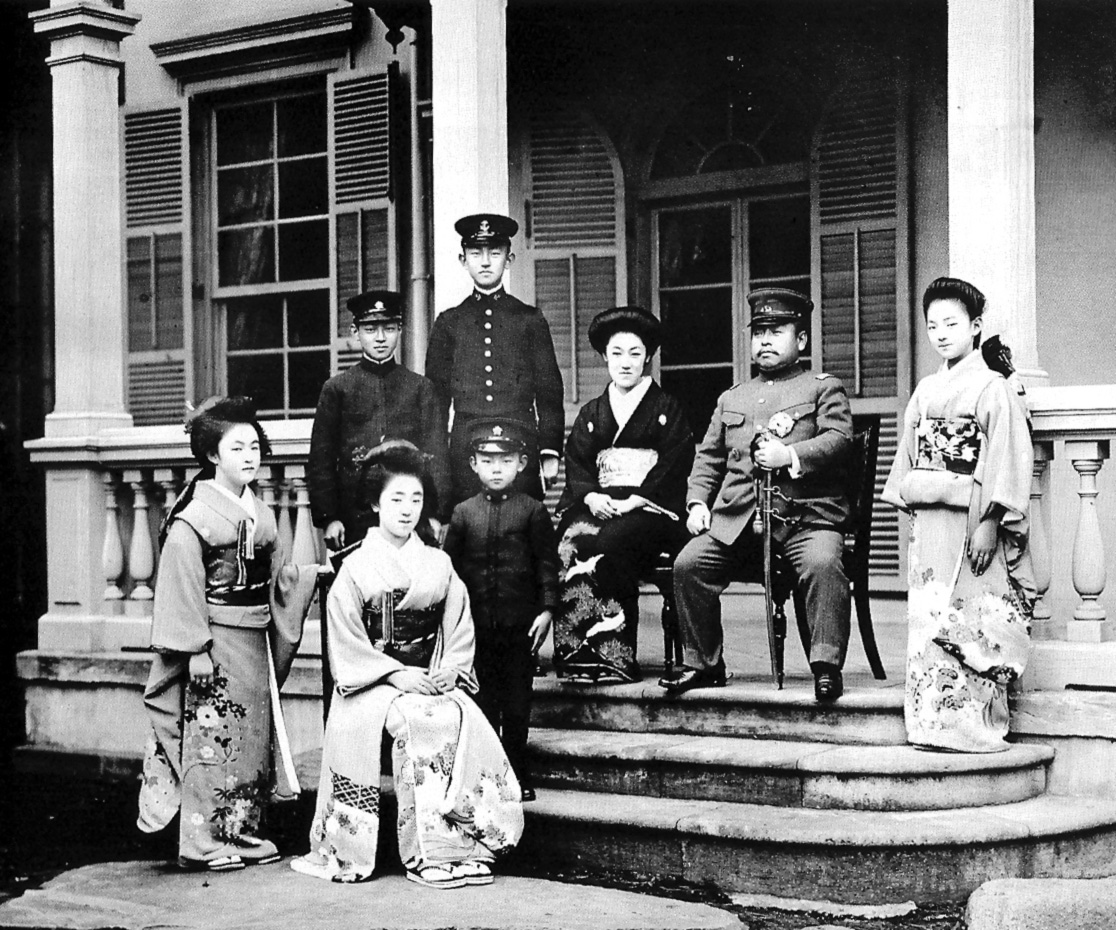
Le prince Kuni et sa famille en 1920

Le 13 décembre 1889, le prince Kuni Kuniyoshi épouse Shimazu Chikako (19 octobre 1879 - 9 septembre 1956), septième fille du prince Shimazu Tadayoshi, dernier daimyō du domaine de Satsuma. Le mariage représente une alliance entre la famille impériale et le clan Satsuma.  
Il a 6 enfants : 
1. Prince Asaakira Kuni (久邇宮朝融王?), 2 février 1901 – 3 décembre 1959
2. Marquis Kuni Kunihisa  (久邇邦久?), 20 mars 1902 – 5 mars 1935
3. Princesse Kuni Nagako (香淳皇后/良子女王?), 6 mars 1903 – 16 juin 2000 : épouse le prince héritier Hirohito (futur Empereur Shōwa) en 1924.
4. Princesse Nobuko Kuni  (信子女王?), 30 mars 1904 – 8 novembre 1945
5. Princesse Satoko Kuni  (智子女王?), 1er septembre 1906 – 15 novembre 1989
6. Comte Higashifushimi Kunihide (東伏見慈洽?), 10 mai 1910 – 1er janvier 2014

## Source de la traduction
- (en) Cet article est partiellement ou en totalité issu de l’article de Wikipédia en anglais intitulé « Prince Kuni Kuniyoshi » (voir la liste des auteurs).